# Bataille de Fardýkambos
Seconde Guerre mondiale
La bataille de Fardýkambos, en grec moderne : Μάχη του Φαρδύκαμπου / Máchi tou Fardýkambou, également appelée bataille de Bougázi, en grec moderne : Μάχη στο Μπουγάζι / Máchi sto Bougázi,, se déroule entre le Front de Libération Nationale (EAM-ELAS) de la résistance grecque, contre les troupes italiennes pendant l'occupation de la Grèce par l'Axe. La bataille est marquée par la participation massive et spontanée de la population locale et des officiers d'autres groupes et organisations, y compris les rivaux de droite de l'ELAS.
La bataille de trois jours commence par une embuscade réussie d'une colonne de transport italienne, le 4 mars 1943. Le bataillon italien, en garnison dans la ville voisine de Grevená vient à la rescousse de la colonne, mais est arrêté, avant la ville de Siátista, par les forces partisanes grecques. Les forces grecques continuent à grossir alors que les officiers de réserve et les civils ordinaires affluent en tant que volontaires, au son de la bataille, atteignant une force de quelque 2 000 hommes. À la tombée de la nuit du 5 mars, le bataillon italien est encerclé par les Grecs et, après des attaques et le harcèlement  incessants, le lendemain, il est contraint de se rendre dans la nuit du 6 au 7 mars.
De nombreuses armes et provisions, y compris l'artillerie de campagne, sont récupérées par les Grecs et plus de 550 soldats italiens sont faits prisonniers de guerre. La bataille conduit à la libération de Grevená, de l'occupation italienne, quelques semaines plus tard, et est un signe majeur de la croissance du mouvement des partisans grecs, et de l'effondrement de la domination italienne sur la Grèce rurale. 

## Contexte
Le 6 avril 1941, après une invasion italienne bâclée, en octobre 1940, l'Allemagne nazie envahit la Grèce, par la Bulgarie et la Yougoslavie. Athènes, la capitale grecque, tombe le 27 avril et en juin, après la prise de la Crète, toute la Grèce est sous l'occupation de l'Axe. La plus grande partie du pays est laissée aux forces italiennes, tandis que la Bulgarie annexe le nord-est de la Grèce et que les troupes allemandes occupent les zones les plus importantes stratégiquement. Un gouvernement collaborationniste est mis en place, mais son autorité auprès du peuple grec est minimale, et son contrôle sur le pays est compromis par les autorités d'occupation, qui ont créé un patchwork de juridictions séparées.

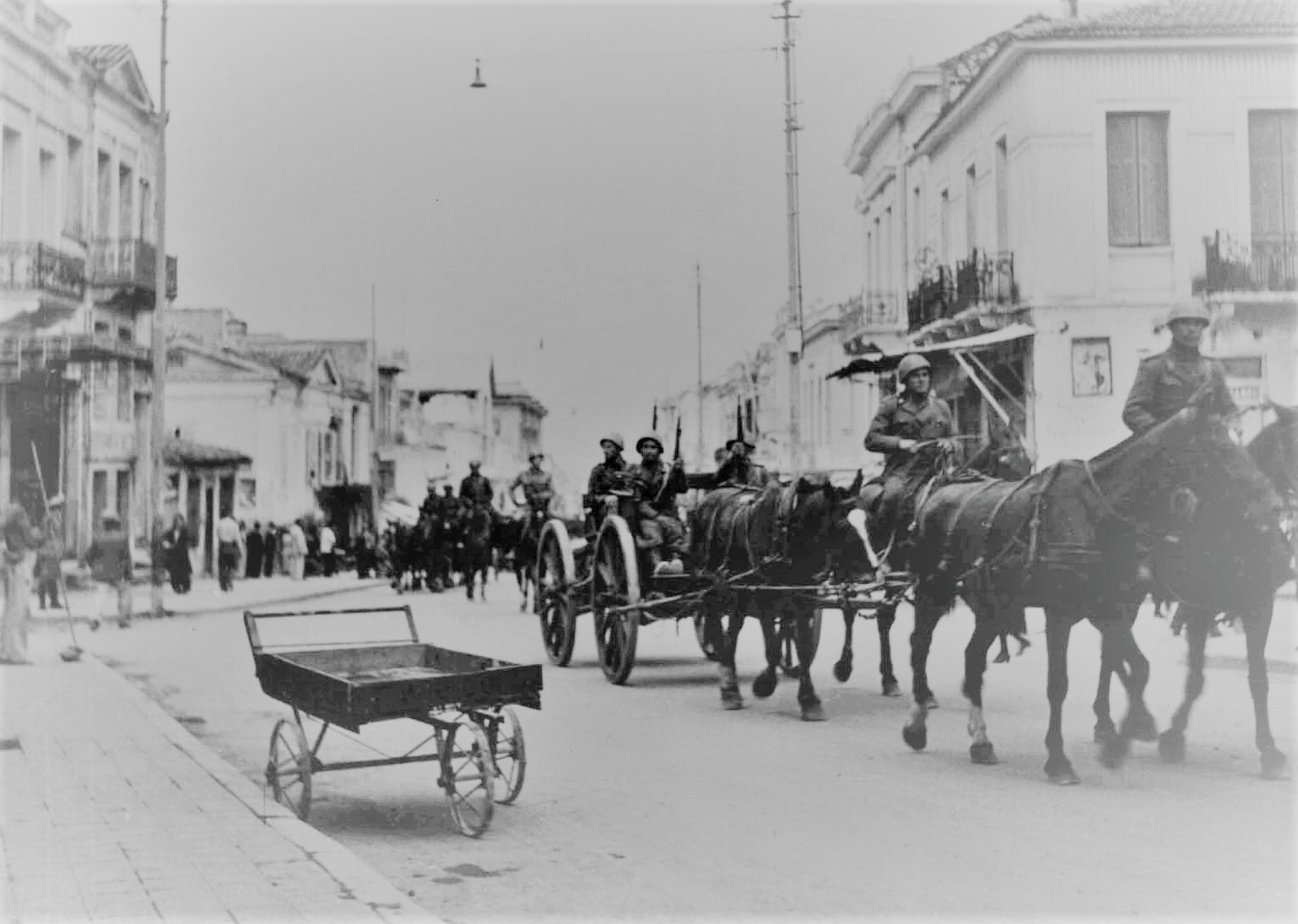
Les troupes italiennes entrent à Patras, en mai 1941.

Dès l'automne 1941, les premières manifestations d'un mouvement de résistance sont enregistrées, avec des attaques contre des postes de gendarmerie isolés en Macédoine, dans le nord de la Grèce. La création d'organisations de résistance à grande échelle, notamment le Front de libération nationale (EAM), dominé par les communistes et sa branche militaire, l'Armée populaire de libération nationale grecque (ELAS), qui progresse rapidement en 1942, commence à défier non seulement les organes du gouvernement collaborationniste, mais aussi les troupes d'occupation italiennes.
Le 29 janvier 1943, les partisans de l'ELAS entrent dans la ville macédonienne de Siátista, attaquent le poste de gendarmerie local et le démantèlent. Le lieutenant Thomas Venetsanopoulos et dix autres gendarmes rejoignent même les forces de l'ELAS. Siátista devient ainsi la première ville de la Grèce occupée à être libérée.
Quelques jours plus tard, les forces de l'ELAS affrontent une compagnie de l'Armée italienne (en), près du village de Sníchovo (actuel Despótis (en)). En conséquence, les Italiens se livrent à des représailles contre la population civile : dans la capitale provinciale de Grevená, le bataillon italien en garnison exécute sept civils, tandis que le régiment de cavalerie Lancieri di Aosta (it) brûle des villages dans la région des montagnes de Karvoúnia (el).

## Bataille
La bataille comprend deux engagements différents mais liés : une embuscade, le 4 mars, au col de Vigla, contre une colonne de transport italienne, suivie de la seconde et principale bataille à Fardýkambos, les 5-6 mars, contre la garnison italienne de Grevená qui se mettait en route pour renforcer la colonne de transport,.

### 4 mars
Le 4 mars, les forces de l'ELAS de Siátista, renforcées par des membres de la réserve de l'ELAS, des villages environnants, soit 200 à 250 hommes au total, tendent une embuscade à un convoi italien se dirigeant vers Grevená depuis Korçë via Flórina et Kozani. L'embuscade a lieu dans l'étroit col de Bougázi, entre les montagnes de Sniátsiko et Bourino, à l'endroit connu sous le nom de Vigla, à environ 3 km de Siátista. Les partisans sont armés de fusils de chasse et de fusils Gras désuets, de haches et de couteaux damasquinés, mais ils réussissent à éliminer les premier et neuvième camions lors de leur première salve, emprisonnant le gros du convoi ; seul le dixième camion, à l'arrière de la colonne, parvient à faire demi-tour et à s'échapper. La bataille dure trois heures et se termine lorsque les partisans se rapprochent pour un combat au corps-à-corps, après quoi les Italiens se rendent. Sur les 180 Italiens du convoi, 15 meurent et 34 sont blessés. Ces derniers sont remis à des représentants de la Croix-Rouge. Les autres sont faits prisonniers. Les partisans n'ont que trois blessés légers. Les camions, dont cinq en état de marche, de grandes quantités de nourriture, un mortier, une mitrailleuse lourde et dix mitrailleuses légères, ainsi que des fusils et des munitions sont capturés et emportés.
Entre-temps, lorsque le convoi a pris du retard à Grevená, le commandant local, Perrone Pasconelli, envoie une compagnie dans quatre camions pour le rechercher, mais il est arrêté par les réserves de l'ELAS, composées pour la plupart de vieux hommes et de très jeunes garçons, rassemblées à la hâte sur le pont du fleuve Aliakmon. En conséquence, en début d'après-midi, le reste de la garnison de Grevená s'est mis en route, avec 600 hommes au total, ne laissant derrière elle qu'une garde réduite. L'arrivée de la nuit force les Italiens à s'arrêter sur le site de l'escarmouche précédente, près du village d'Ágios Geórgios (el), tandis que l'ELAS mobilise tous les hommes disponibles de Vogatsikó (el), Tsotýli et Neápoli. Les habitants de Siátista et des villages voisins affluent pour les aider, portant leurs effectifs à quelque 600 hommes. Parmi les gens qui arrivent au son de la bataille, il y a aussi de nombreux officiers réguliers et de réserve qui ne sont pas membres de l'ELAS ; certains sont même membres d'organisations de droite comme l'EKA. Néanmoins, le commandement de l'ELAS les accueille et leur attribue divers commandements. Il en est de même pour les unités de gendarmerie voisines qui arrivent pour le combat, dont toute la garnison de gendarmerie de Sérvia, sous le commandement de Charalambos Koutalakis, ainsi que la garde, installée par les Allemands, au pont d'Aliakmon.

### 5 mars
Le matin du 5 mars, les Italiens réussissent à traverser le pont d'Aliakmon et à atteindre le défilé où leur convoi de ravitaillement avait été capturé. Vers midi, les Italiens se regroupent sur un site proche du croisement de la route Kozani-Grevená-Kastoria, où il y a de nombreux champs cultivés et des vignes, connu sous le nom de Fardýkambos.
Dans l'après-midi, les Italiens attaquent les positions des partisans, sur les hauteurs, au sud de Siátista, en utilisant avec succès les trois canons de montagne qu'ils ont apportés avec eux. Malgré une forte résistance, les Italiens avancent avec détermination, atteignant la périphérie de la ville basse de Siátista,.
À ce moment, les dirigeants de l'ELAS décident de déborder les Italiens, en envoyant un groupe, sous les ordres de Tasianopoulos, Skotidas et Foteinos, pour les attaquer depuis l'ouest, tandis que 25 hommes du village de Polylakkos, sous le commandement du sous-lieutenant Dimitrios Papagianopoulos, traversent l'Aliakmon à la nage, et attaquent le poste de commandement du bataillon italien. Au même moment, le détachement de l'ELAS de Grevená attaque le bataillon italien par le sud, le forçant à se replier sur Fardýkambos. À un moment donné, les partisans s'approchent même de la tente du commandant italien, jusqu'à ce que la tombée de la nuit oblige à mettre fin au combat.
Comme la bataille a atteint une phase critique, la direction locale de l'EAM fait appel à l'officier de l'armée à la retraite, et membre de l'Organisation panhellénique de libération,  de droite, le major Ioannis Kontonasios, pour prendre le commandement général des forces partisanes. Kontonasios, avec le capitaine Athanasios Dafnis comme officier d'état-major, établit son quartier général dans le monastère du village de  (el), et ordonne l'encerclement complet de la colonne italienne. Pendant toute la nuit, la population locale et les combattants continuent à affluer sur le champ de bataille ; à l'aube du 6 mars, les forces grecques cernant les Italiens comptent plus de 2 000 hommes.

### 6 mars

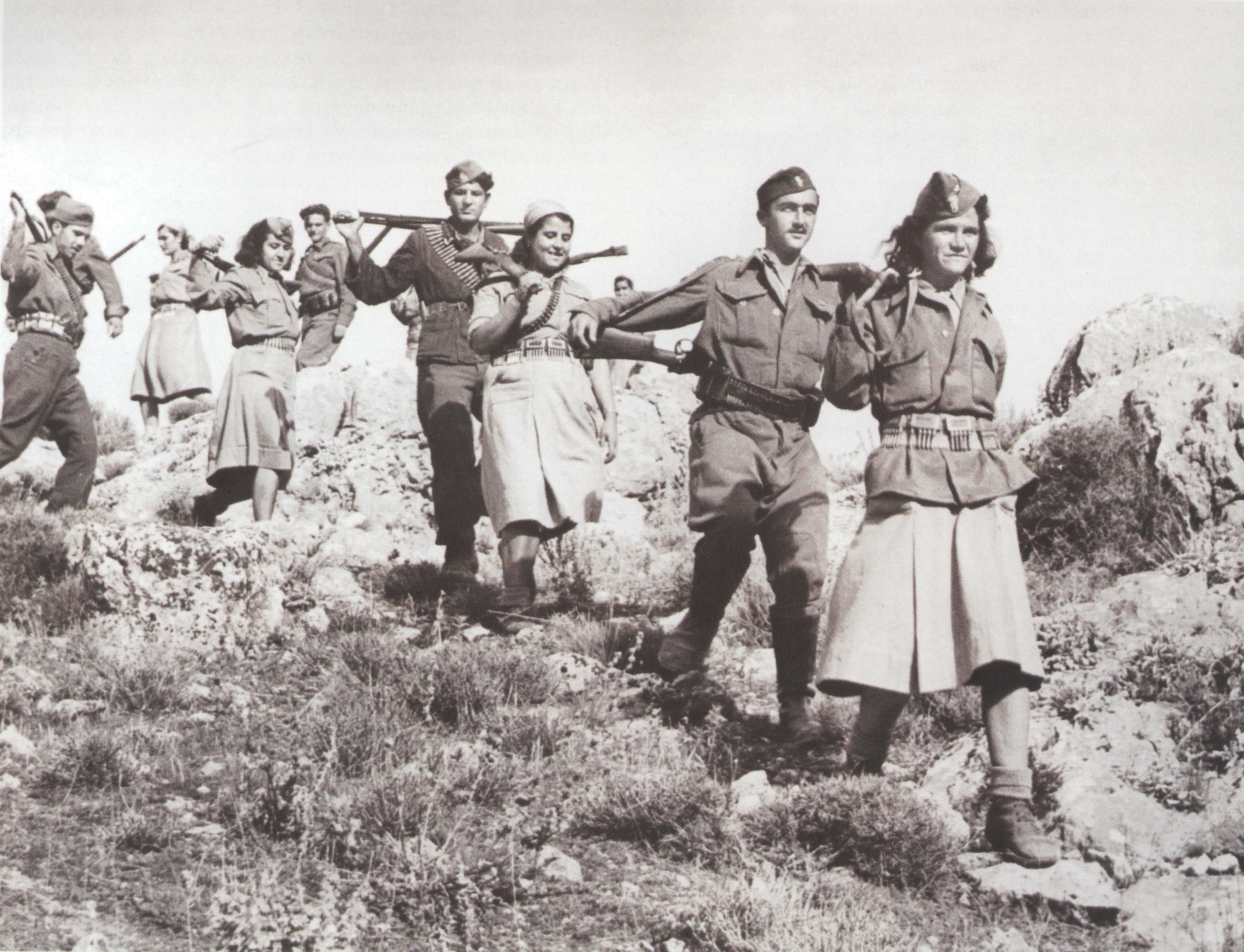
Partisans de l'EAM-ELAS.

Le lendemain, la population locale continue d'arriver en masse pour assister à la bataille et encourager les leurs. Selon les mots de Dominic Eudes : 

« ...on pouvait voir de longues files de paysans serpenter dans les montagnes en direction de l'endroit. Certaines des collines étaient noires de monde ; ils affluaient de toutes parts, de leurs terres et de leurs villages, spontanément, unanimes. Certains étaient totalement désarmés, sans couteaux ni même pierres ; ils étaient là simplement parce qu'ils n'avaient pas pu résister à l'envie de se joindre au cortège. Pour eux, il s'agissait d'une manifestation rurale, et ils émettaient des cris féroces qui semaient la panique dans les rangs de l'ennemi. Les vieux fusils Gras ont frappé comme des mortiers. Des cris s'élevaient de derrière chaque rocher. Les Italiens n'ont pas pu évaluer les forces qui s'opposaient à eux. À la fin de la matinée, le soleil battait solidement sur les rochers, le soleil aveuglant du printemps grec. Il n'y avait pas d'eau dans le secteur où l'ennemi avait creusé. »

Néanmoins, les Italiens tiennent bon pendant la journée, repoussant deux attaques concertées des partisans. Les attaques grecques sont entravées par la présence d'avions italiens, bien que de nombreux partisans aient recours à l'astuce consistant à poser leur manteau sur les rochers et à laisser les pilotes italiens les mitrailler. D'autres avions italiens larguent du ravitaillement par parachute, mais beaucoup atterrissent entre les mains des partisans. Finalement, sous la pression des partisans, la soif et la faim, vers le soir, le major Pasconelli se présente devant le lieutenant de réserve Dimitrios Zygouras (nom de guerre "Palaiologos"), et se rend. Son cheval, sans cavalier et pris de panique, galope en direction de Grevená, où il arrive tôt le lendemain, apportant aux soldats italiens restants sur place la nouvelle du désastre.
La bataille a duré 52 heures. Selon le communiqué officiel, publié par le quartier général local de l'ELAS, les partisans ont fait prisonniers 17 officiers et 432 autres militaires, dont 45 blessés ; les partisans ont fait 20 morts italiens. Trois canons de montagne de 75 mm avec 300 obus, 3 véhicules à moteur, 57 mules et 3 chargeurs, 4 petits mortiers, 500 fusils, 30 pistolets, 8 mitrailleuses lourdes, 32 mitraillettes, tous avec de nombreuses munitions, ont été saisis. Les pertes grecques sont de 3 morts et 10 blessés parmi les guérilleros, et d'un mort et 3 blessés parmi la population civile,. Quelque 4 000 soldats, envoyés par la 36e division d'infanterie de Forlì (en), à Larissa, pour aider, arrivés à Servia, le soir du 5 mars, incendient la ville en représailles.
Les captifs sont conduits à Siátista, où le major italien est autorisé à téléphoner au commandant en chef italien, en Grèce, le général Carlo Geloso, pour signaler sa reddition « à des forces partisanes supérieures aux nôtres ». Sur l'insistance de Palaiologos, le major répète son appel pour avertir que la sécurité des prisonniers ne peut être garantie si un avion ou une unité militaire italienne s'approche de Siátista. Néanmoins, quelques jours plus tard, un avion italien apparaît et largue une bombe qui tombe inoffensivement à l'extérieur de la ville[21]. Les Italiens sont finalement conduits dans un camp de prisonniers de guerre, à Pentálofos, où ils restent pendant les 18 mois suivants.
Selon Palaiologos, le total des pertes italiennes dans cette bataille de trois jours s'élève à 95 morts et 644 prisonniers (dont 79 blessés), tandis que d'autres sources calculent le nombre total de prisonniers à 553 (17 officiers et 536 autres militaires).

## Conséquences
Cette bataille a été « la plus importante de la fin de l'hiver » dans le mouvement de résistance grec qui se développait rapidement. Deux semaines plus tard, le 21 mars, un autre bataillon italien se déplace de Larissa à Grevená, affrontant les partisans en chemin mais atteignant son objectif, où il évacue le reste de la garnison italienne.
Grevená est définitivement abandonnée et devient l'une des premières villes de l'Europe, occupée par l'Axe, à être libérée. Le 25 mars, jour anniversaire de la proclamation de l'indépendance grecque, les troupes de l'ELAS défilent dans la ville et sont bénies par l'évêque de la ville. Cette victoire permet également d'améliorer considérablement le moral dans la région et le profil de l'ELAS - qui a également acquis pour la première fois de l'artillerie. Dans les mois qui suivent, la puissance effective de l'ELAS, en Macédoine occidentale, est passée d'environ 50 à 2 000 hommes.
La bataille de Fardýkambos s'inscrit dans le cadre du développement général du mouvement de résistance armée grecque, et du retrait concomitant des forces d'occupation italiennes : dès le 12 mars, les Italiens évacuent Karditsa et l'abandonnent au contrôle de l'ELAS. Le 22 avril, les Italiens abandonnent Metsovo, un nœud de communication vital entre la Grèce orientale et occidentale,.
Ce retrait n'a pas toujours été pacifique : le 12 mars, une colonne motorisée italienne rase le village de Tsaritsani, brûlant 360 de ses 600 maisons et abattant 40 civils - mais il conduit à la création de zones libérées dans une grande partie de l'intérieur de la Grèce ; le 16 avril, un rapport italien note que « le contrôle dans tout le nord-est, le centre et le sud-ouest de la Grèce reste très précaire, pour ne pas dire inexistant ».

### Note
- (en) Cet article est partiellement ou en totalité issu de l’article de Wikipédia en anglais intitulé « Battle of Fardykambos » (voir la liste des auteurs).